# Кангюй
Кангюй — стародавня держава племен кангюїв і согдійців, що утворилася на початку III ст. до н. е. внаслідок підкорення масагетів. Тривалий час протистояла тохарам. У III ст. н. е. внаслідок внутрішньої кризи почався занепад. Підкорено ефталітами у V ст.

## Назва
«Кангюй», точніше Кан-цзю, є китайським варіантом назви держави. За однією з версій перекладається як «Та, що знаходиться поблизу Чача» й пояснюється намаганням географічно визначити розташування столиці цієї держави, що саме розташовувалася спочатку біля області Чач (Ташкентська оаза).
На честь Кангюя в китайських офіційних джерелах цей регіон тривалий час називався Кан, а вихідці з нього отримували прізвище Кан.

## Історія
Стародавній народ кангюїв сформувався на основі групи сакських або сармато-аланських племен з долини річки Сирдар'я, найімовірніше дахів. У IV ст. до н. е. під впливом переселення на Сирдар'ю тюркських племен стали міняти свій етнічний вигляд і мова. За іншою версією тюркські племена при вторгненні до Согдіани підкорили саків й масагетів, з якими змішалися, утворивши народ кангюй.
У III столітті до н. е. кангюї заснували власну державу. Саме в цей час відбувається послаблення Держави Селевкідів, внаслідок чого виникає Парфія і Греко-Бактрія.
У 160-х роках до н. е. значну загрозу становили юечжі-тохари та усунь. З першими вдалося домовитися. У середині II ст. до н. е. спільно з Тохарськими Сіявушидами (володарями Хорезму) починаються вторгнення до Парфії та Греко-Бактрії. У 140—123 роках дон. е. було завдано низки поразок парфянам, сплюндровано чималі сатрапії. Проти Греко-Бактрійського царства зрештою виступили спільно з 4 іншими групами тохарів. Наслідком було знищення царства, яке переможці розподілили між собою. В Нахшабській оазі зводиться потужна фортеця Калаї Захакі Морон («Фортеця змеїного Захакі») Невдовзі за цим Тохарські Сіявушиди визнали зверхність Кангюя.
Кангюй підтримував активні міждержавні контакти з імперією Хань, які постійно зміцнювалися династичними шлюбами, де традиційними стали шлюби між кангюйськими спадкоємцями і китайськими принцесами. Водночас Кангюй дотримувався мирних відносин з хунну, оскільки розглядав їх як противагу усунь.
У 49 році до н. е. надано прихисток шаньюю хунну Чжічжі, що спричинило напруження з ханським урядом. Втім після поразки шаньюя від китайців у Талаській битві 36 року до н. е. відносини між державами нормалізувалися. Водночас Кангюй зберігає мирні відносини з новоутвореною Кушанською імперією.
У війні 105—102 років до н. е Даюаня з імперієюХань війська Кангюя підтримали перше. В подальшому кангюйці допомогли Даюань остаточно здихатися китайської залежності. У 50-х роках до н. е. спільно з хунну Кангюй сприяв розпаду Усунського ханства.
На початку I ст. н. е. відбувається підпорядкування держави Яньцай та утворення племен бахмутинської культури (відомого в китайців як держава Янь). В результаті Каннгюй досяг найбільшого піднесення, встановивши водночас контроль над значною часткою Великого Шовкового шляху. Наприкінці того ж століття, коли держава хунну розпадається внаслідок численних війн з імперією Хань, починаються постійні конфлікти з рештками хуннської конфедерації. Зрештою у II ст. н. е. Кангюй поступається землями на сході, де утворюється держава Юебань. У 2-й пол. III ст. визнає зверхність останньої. Потім підпорядковується племінній конфедерації західних хіонітів. Остаточно ліквідовано у 440-х роках ефталітами.

## Територія і населення
Корінні ж землі охоплювали долини середньої течії річок Сарису й Чу, гори Улутау. Охоплювала землі між річкою Талас і низов'ями річки Чу, доходячи до області Чач на півдні і до нижньої течії Сирдар'ї на півночі. На заході (середня течія Сирдар'ї) Кангюй межувала з сарматською державою Яньцай і Хорезмом, на сході в Семиріччі — з Усунським ханством, на півдні — спочатку з Даюань, потім тохари.
Основу становили кангюї — індоєвропейський напівкочовий народ, дуже споріднений до согдійців та асіїв. Згідно з повідомленнями китайського дипломата Чжан Цзяня у II ст. до н. е. чисельність населення становило 600 тис. осіб.

## Устрій
Ставка володаря перебувала в місті Бітянь. Рід володарів (точний титул невідомий) записувалася китайцями як Вень (溫). Він завжди носить тронне ім'я Фубі (夫 畢), носить шапочку з 7 коштовними каменями, одяг з візерункового шовку, тюль, парчу, вишивку, бавовняні тканини. Дружиною володаря (цюймучжі 屈 木 支) є донька ябгу (князя) тюрків. Вона вкриває голову чорною хусткою. Численні відгалуження цього роду панували в своїх князівствах і носили прізвище Чжао (昭武). Можливо, це було не прізвище, а титул. Така система вказує на відсутність абсолютної влади володаря, який напевне повинен був постійно контролювати вірність «князів» та родичів.
Ставкою служить багатолюдне місто Алуді (阿 祿 迪) на річці Саба (薩 寶 水). Є храм предків (祖廟), де приносять жертви в 6-му місяці. Відомо про низку осілих поселень, що відносяться до Джетиасарської культури.

## Військо
Складалося з вершників, озброєних луком і стрілами, списами і мечами. В часи розквіту становила до 90 тис. вояків.

## Господарство
Основу становило кочове та напівкочове господарство. Населення розводило велику рогату худобу, овець, коней, кіз. Поширене було полювання.
Важливе значення мала торгівля. Китайці відзначали хист кангюїв до цієї справи. Її розвитку сприяло вигідне розташування держави та мирні відносини з кушанами і хунну. Завдяки цьому кангюйські торгівці отримали можливість здійснювати посередницьку торгівлю індійськими, перськими й китайськими речами та крамом.
Відбувалося добування корисних копалень, насамперед міді, золота та срібла. Існувала обробка металів, насамперед ковальська справа, виготовлення ювелірних виробів, обробка каменю і кістки, гончарство.
Уздовж річок існувало землеробство (богарне і лиманне), городництво й садівництво. Широко застосовувалися найпростіші форми іригації. В районі Джетиасара виявлені арики довжиною 40-50 м, невеликі канали і водосховища, руїни гребель. Землю обробляли за допомогою кам'яних мотик. Також використовувалися кістяні землеробські знаряддя.
Поселення складалися з десятків житлових і господарських будівель, були укріплені кріпосними стінами і ровами, наповненими водою. До складу входили палацові комплекси та монументальні цегляні будівлі, прикрашені барвистими настінними розписами. Виявлено безліч хумів для зберігання зерна і баштанних культур, зернотерок й зернових ям.

## Культура
Використовувалося согдійське письмо. Поховання показують, що традиційна культура кангюїв спочатку нагадувала сакську. На початку I ст. н. е. набули поширення «катакомбні могили» (у валах та камерних могилах), про що свідчать поховання культур Каунчі та Джунь.
Знать ймовірно переважно сповідувала буддизм, а значна кількість населення були прихильниками зороастризму.